# America (szkuner)

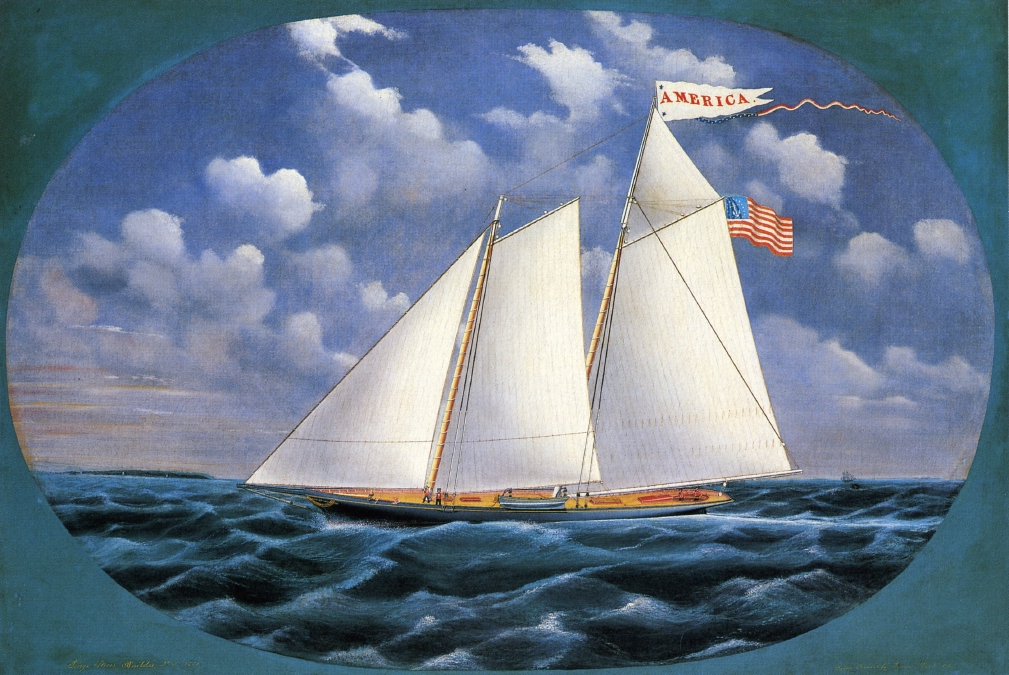
James Bard, America, 1851

America – jacht (szkuner), który jako pierwszy przepłynął Ocean Atlantycki oraz zwyciężył w prestiżowych regatach (One Hundred Sovereign Cup) wokół wyspy Wight deklasując jednostki brytyjskie, w ten sposób dał nazwę żeglarskiej rozgrywce jachtów pełnomorskich (Regaty o Puchar Ameryki).

## Historia i rejsy
Jacht w 1851 r. zbudowała nowojorska stocznia William H. Brown na zamówieniowe John Cox Stevensa z New York Yacht Club, jako luksusową jednostkę regatową. Jacht wybudowano za ponad 20 000 ówczesnych dolarów. Szkielet kadłuba został wykonany z kilku gatunków drewna klejonego, poszycie o grubości ok. 3 cali z klepki dębowej a pokład z drewna sosnowego. Dodatkowo cały kadłub obito blachą miedziana dla ochrony. SY America był jednostką o znacznie większej długości linii wodnej niż konkurencyjne jachty, co miało kluczowe znaczenie w osiągach prędkości. Maszty odchylono mocno do tyłu w kierunku rufy. Żagle wykonano z płótna bawełnianego. W skład podstawowego kompletu żagli wchodził jeden sztaksel, dwa żagle gaflowe na obu masztach oraz topsel na grotmaszcie. Pod pokładem na dziobie umieszczono kabinę (6 koi) dla załogi, za kabiną znajdował się kingston a dalej kambuz przechodzący w kabinę główną (15 koi) oraz łazienkę. Dalej w kierunku rufy bezpośrednio pod kokpitem umieszczono warsztat bosmański, a za nim żagielkoje. Kabinę rufową przeznaczono na kapitańską (1 koja).
W czasie swego pierwszego przejścia Oceanu Atlantyckiego szkuner ustanowił rekord dobowego przebiegu równy 284 Mm, co daje średnią prędkość 11,8 węzłów. 22 sierpnia 1851, America uczestniczyła w regatach One Hundred Sovereign Cup: wyścigu organizowanym przez Royal Yacht Squadron z Wielkiej Brytanii, odbywanym na akwenie wokół Wyspy Wight, pokonując 14 brytyjskich jachtów. Odnosząc to zwycięstwo stała się legendą amerykańskiego i światowego żeglarstwa. W latach 1851–1901 jednostka brała udział w 51 wyścigach odnosząc 12 zwycięstw.
W marcu 1941 r. zapadł się dach hangaru niszcząc przechowywany jacht. Resztki kadłuba ostatecznie rozebrano w 1945 roku. Obecnie grotmaszt szkunera stoi, jako maszt klubowy, przed New York Yacht Club w Newport.